# Uwe Thrum

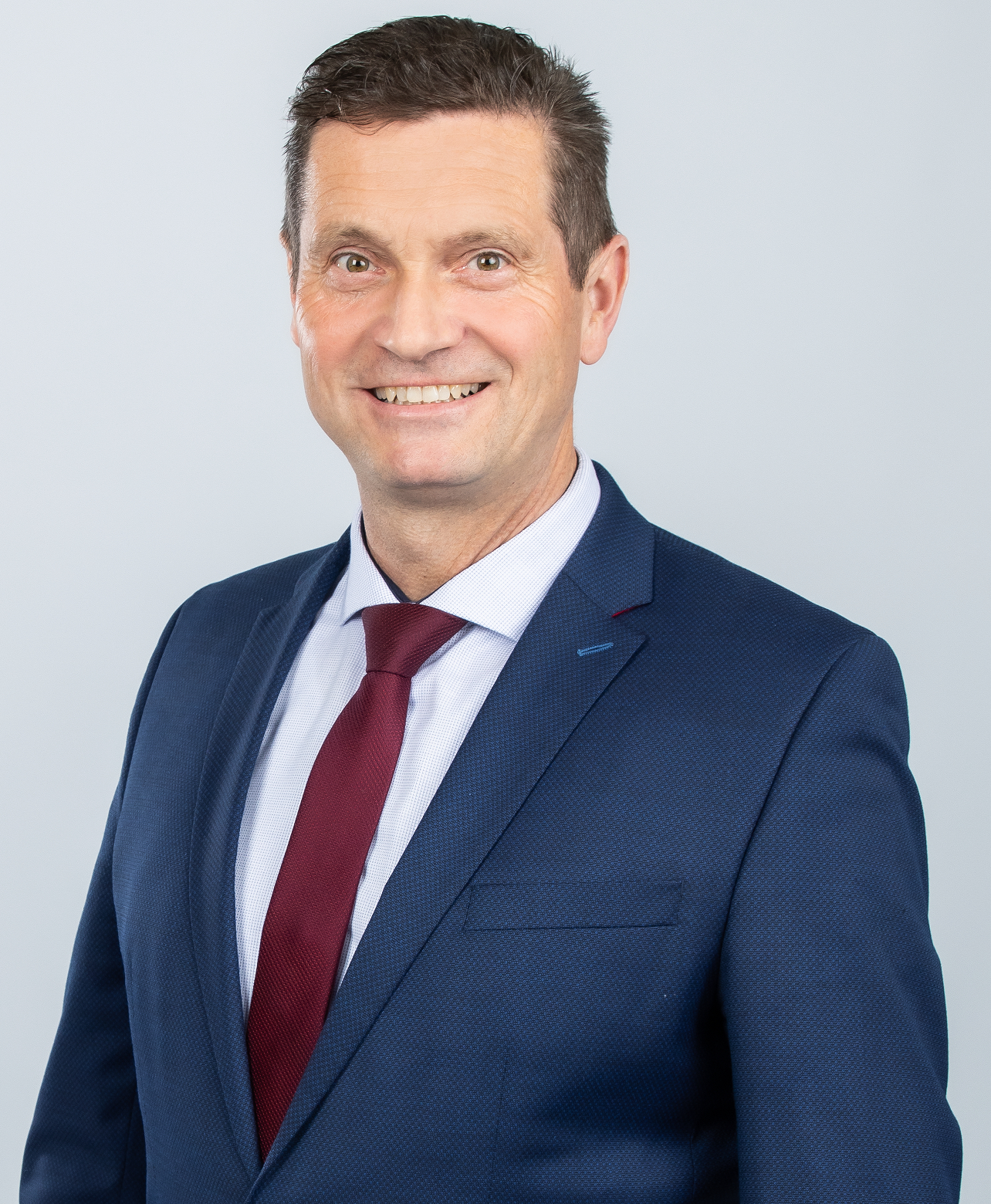
Uwe Thrum (2024)

Uwe Thrum (* 10. November 1974 in Schleiz, Bezirk Gera, DDR) ist ein deutscher Politiker (AfD) und seit 2019 Mitglied des Thüringer Landtags.

## Leben
Von 1981 bis 1991 besuchte Thrum die Polytechnische Oberschule Tanna. Anschließend absolvierte er bis 1994 eine Ausbildung zum Tischler und leistete in den Jahren 1996 und 1997 Wehrdienst in Kümmersbruck. Bis 2000 ließ er sich zum Tischlermeister weiterbilden. Er wohnt in Hirschberg, ist verheiratet und Vater von vier Kindern.

## Politik
Im Jahr 2000 trat Thrum in die Partei Rechtsstaatlicher Offensive ein, verließ sie aber nach kurzer Zeit wieder, weil sie in Thüringen keinen Fuß fassen konnte. Seine politische Betätigung begann Thrum 2015 als Sprecher der Bürgerbewegung „Wir lieben Hirschberg“. Er ist Mitglied im  Förderverein des Freibades der Stadt Hirschberg.
Bei der Landtagswahl in Thüringen 2019 errang er das Direktmandat im Wahlkreis Saale-Orla-Kreis I und wurde in den Thüringer Landtag gewählt. Bei der Landtagswahl 2024 verteidigte er sein Direktmandat mit 47,4 %.
Thrum kandidierte für den Landrat-Posten im Saale-Orla-Kreis. Im ersten Wahlgang am 14. Januar 2024 erzielte er 45,7 % der Stimmen – vor Christian Herrgott (CDU, 33,3 %), der von der SPD aufgestellten Regina Butz (parteilos, 14,2 %) und Ralf Kalich (Linke, 6,9 %). In der Stichwahl am 28. Januar 2024 unterlag Thrum mit 47,6 % der Stimmen gegen Herrgott (52,4 %).

### Positionen
Vor der Stichwahl warb Thrum der taz zufolge damit, dass er sich von Anfang an „gegen die Corona-Politik gewehrt habe, gegen Grenzöffnungen sei und Frieden mit Russland wolle.“ Laut taz unterhält Thrum „Kontakte zu Reichsbürgern“.